# Elifcan Ongurlar
Elifcan Ongurlar (Smirne, 7 giugno 1993) è un'attrice turca, nota per aver interpretato il ruolo di Çilem Akan nella serie Come sorelle (Sevgili Geçmiş).

## Biografia
Nata nel 1993 a Smirne (Turchia), Elifcan Ongurlar oltre al turco, parla fluentemente l'inglese. Dopo aver completato l'istruzione primaria e secondaria, ha deciso di iscriversi presso la facoltà di recitazione dell'Università di Beykent a Istanbul, dove al termine degli studi ha conseguito la laurea.
Nel 2010 e nel 2011 ha fatto la sua prima apparizione come attrice con il ruolo di Defne nella serie in onda su ATV Aşk ve Ceza. Nel 2012 ha interpretato il ruolo di Ayse nel film Atesin Düstügü Yer diretto da Ismail Günes. Nel 2012 e nel 2013 è stata scelta per interpretare il ruolo di Seher nella serie in onda su Kanal D Kayip Sehir.
Nel 2015 ha ricoperto il ruolo di Mine nella serie in onda su ATV Kara Ekmek. Nello stesso anno ha preso parte al cast della serie in onda su Star TV Medcezir, nel ruolo di Nihan. Nel 2016 ha interpretato il ruolo di Fikret Gallo nella serie in onda su Star TV Kiralık Aşk. Nel 2017 e nel 2018 ha ricoperto il ruolo di Sumru nella serie in onda su Kanal D Kızlarım İçin.
Nel 2019 è stata scelta per interpretare il ruolo di Çilem Akan nella serie in onda su Star TV Come sorelle (Sevgili Geçmiş), insieme alle attrici Ece Uslu, Sevda Erginci, Melis Sezen e Özge Özacar. Nel 2021 e nel 2022 ha interpretato il ruolo di Bahar nella web serie di Exxen Leyla ile Mecnun. Nel 2023 ha ricoperto il ruolo di Aynur Turanli nel film Kadinlara Mahsus diretto da Serdar Akar. Nello stesso anno è entrata a far parte del cast della web serie di tabii Kuzgun: Dipsiz Karanlık, nel ruolo di Canan. Nel 2023 e nel 2024 ha ottenuto il ruolo di Doğa Aldemir nella serie in onda su ATV Yıldızlar Bana Uzak.

## Filmografia

### Cinema
- Atesin Düstügü Yer, regia di Ismail Günes (2012)
- Kadinlara Mahsus, regia di Serdar Akar (2023)

### Televisione
- Aşk ve Ceza – serie TV (ATV, 2010-2011)
- Kayip Sehir – serie TV, 26 episodi (Kanal D, 2012-2013)
- Kara Ekmek – serie TV, 36 episodi (ATV, 2015)
- Medcezir – serie TV (Star TV, 2015)
- Kiralık Aşk – serie TV, 13 episodi (Star TV, 2016)
- Kızlarım İçin – serie TV, 13 episodi (Kanal D, 2017-2018)
- Come sorelle (Sevgili Geçmiş) – serie TV, 8 episodi (Star TV, 2019)
- Yıldızlar Bana Uzak – serie TV, 4 episodi (ATV, 2023-2024)

### Web TV
- Leyla ile Mecnun – web serie, 27 episodi (Exxen, 2021-2022)
- Kuzgun: Dipsiz Karanlık – web serie, 10 episodi (tabii, 2023)

## Doppiatrici italiane
Nelle versioni in italiano dei suoi film e delle sue serie TV, Elifcan Ongurlar è stata doppiata da:
- Gemma Donati[36] in Come sorelle[37]

## Riconoscimenti
- Sadri Alisik Theatre and Cinema Awards
  - 2013: Vincitrice come Attrice promettente per il film Atesin Düstügü Yer